# アスペクト (占星術)

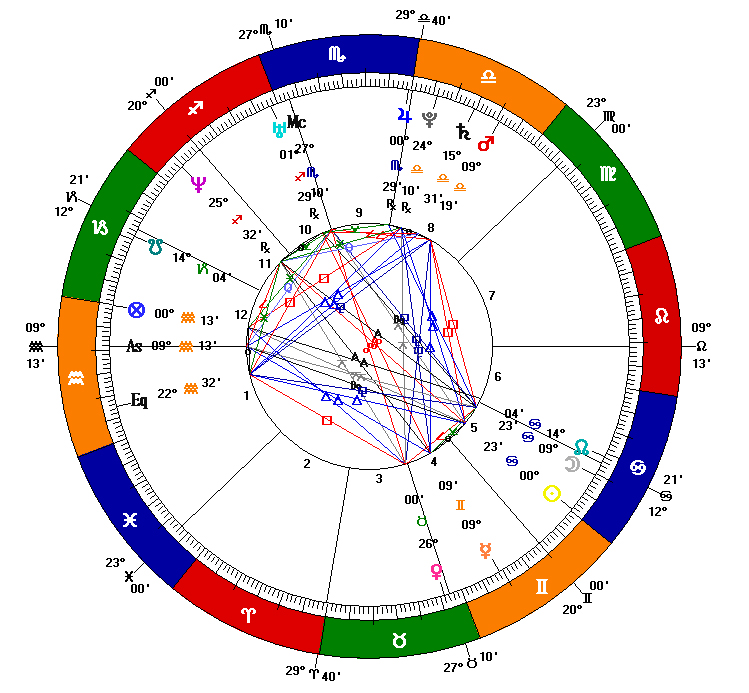
アスペクトを書き込んだホロスコープ

アスペクト（aspect）または座相（そう）とは、占星術や天文学で、天体（惑星、太陽、月、恒星、占星点など）どうしの間の黄経差のこと。本来はサインとサインの間の黄経差を意味しており、メジャーアスペクトしか存在していなかったが、ケプラーによって惑星や占星点間の黄経差と再定義されて現在に至っている。
黄経差は0度〜180度の角度で表される（右回りか左回りかは問題にしないため、最大は360度ではなく180度となる）。
占星術は現在もなお次々と新しい法則や理論が発見されつつある生きた学問である。その意味では、占星術の研究に終わりはないともいわれている。アスペクトにおいても同じようにケプラーによるアスペクトの再定義の結果、多様なマイナーアスペクトが提唱され、現在でも新しいアスペクトが生み出されている。
0度（合）や180度（衝）のアスペクトを特別視することは世界の広い範囲で見られるが、多彩なアスペクトの研究は西洋占星術で発展した。以下では西洋占星術を基準に述べる。

## 西洋占星術のアスペクト
ホロスコープを解釈する上である天体から特定の角度に別の天体があった場合、その影響を加味したり、あるいは差し引く必要がある。アスペクトは特にそれらを定式化して気をつけるべき天体の組み合わせを示している。
凶座相が成功を妨げるアスペクトではなく、人間の意志と理性によって困難を乗り越えていくことが大切である。

### マイナーアスペクトとメジャーアスペクト
特に重要なアスペクトをメジャーアスペクト（大アスペクト）、それに次ぐものをマイナーアスペクト（小アスペクト）という。
メジャーアスペクトには、プトレマイオスが定めた5つ（0度、60度、90度、120度、180度）を使う。マイナーアスペクトには諸説あるが、ヨハネス・ケプラーが定めた6つ（30度、45度、72度、135度、144度、150度）を使うことが多い。他に、135度を除いた5つを使う、あるいは大幅に増やすなどの流派がある。
マイナーアスペクトの影響は弱いため、実際はメジャーアスペクトの分析だけでほとんど事足りる。ただし、複数のアスペクトの組み合わせではマイナーアスペクトが大きな意味を持つこともある。

### オーブ
あえて「合の瞬間」などのホロスコープを作成したときを別にすれば、実際のホロスコープでは、アスペクトが正確にキリのいい角度になっていることはほぼない。そのため、アスペクトにはオーブ（orb）という許容幅を持たせる。
オーブは一定ではなく、重要なアスペクトほど広いオーブを許容することが多い。3つ以上の天体が絡むアスペクトでは、より広いオーブを認めることもある。ただしオーブ内であればそれでいいというわけではなく、オーブぎりぎりでは影響力が小さく、誤差が少ないほどアスペクトの影響力が強く働く。
したがって、ホロスコープ上に矛盾する効果を持つとされるアスペクトが同時に形成されるグループアスペクト（あるいは複合アスペクト）の場合には、オーブに対する十分な考慮が必要となる。

オーブの幅に定説はないが、一例としては、メジャーアスペクトは±5度（10度幅）、マイナーアスペクトは±2.5度（5度幅）の誤差を認める。

## 主なアスペクト
「大」はメジャーアスペクト、「小」は（ケプラーによる）マイナーアスペクト。
簡潔のため意味を幸運（easy）と悪運（difficult）であらわしたが、実際の意味は場合による。たとえば、easyは怠惰・堕落とも解釈もできるし、アスペクトをなす天体の性質に逆らう行動に対しては凶と働くこともある。
| 角度      | 割合 | 種類 | 記号 | 英語（カタカナ）                        | 英語                          | 略記    | 漢字             | 意味               |
| --------- | ---- | ---- | ---- | --------------------------------------- | ----------------------------- | ------- | ---------------- | ------------------ |
| 0度       | 0    | 大   |      | コンジャンクション                      | conjunction                   | Con     | 合（ごう）       | 天体の意味が強まる |
| 30度      | 1/12 | 小   |      | セミセクスタイル                        | semi-sextile                  | SSx     | 十二分           | 弱い幸運           |
| 32度44分  | 1/11 |      |      | アンデシム                              | undecim                       | Und     | 十一分           |                    |
| 36度      | 1/10 |      |      | デサイル / セミクィンタイル             | decile / semi-quintile        | SQn     | 十分             |                    |
| 40度      | 1/9  |      |      | ノヴァイル / ノナゴン                   | novile / nonagon              | Nov     | 九分             |                    |
| 45度      | 1/8  | 小   |      | セミスクエア / オクタイル               | semi-square / octile          | SSq     | 半矩（はんく）   | 弱い悪運           |
| 51度26分  | 1/7  |      |      | セプタイル                              | septile                       | Sep     | 七分             |                    |
| 60度      | 1/6  | 大   |      | セクスタイル                            | sextile                       | SXt/Sex | 六分             | 幸運               |
| 72度      | 1/5  | 小   | Q    | クィンタイル                            | quintile                      | QNt/Qui | 五分             |                    |
| 80度      | 2/9  |      |      | バイノヴァイル                          | binovile                      | BNv     |                  |                    |
| 90度      | 1/4  | 大   |      | スクエア / クォータイル                 | square / quatile              | SQr/Squ | 矩（く）         | 悪運               |
| 102度51分 | 2/7  |      |      | バイセプタイル                          | biseptile                     | BSp     |                  |                    |
| 120度     | 1/3  | 大   |      | トライン                                | trine                         | Tri     | 三分（さんぶん） | 強い幸運           |
| 135度     | 3/8  | 小   |      | セスクィクォドレート / セスクィスクエア | sesquiquadrate / sqsauisquare | Ses     |                  |                    |
| 144度     | 2/5  | 小   | bQ   | バイクィンタイル                        | biquintile                    | BQt/BQn |                  |                    |
| 150度     | 5/12 | 小   |      | クィンカンクス / インコンジャンクト     | quincunx / inconjunct         | Inc     |                  | ヨードで強い悪運   |
| 154度17分 | 3/7  |      |      | トライセプタイル                        | triseptile                    | TSp     |                  |                    |
| 160度     | 4/9  |      |      | クォドノヴァイル / クォドリノヴァイル   | quadnovile / quadrinovile     | QNv     |                  |                    |
| 180度     | 1/2  | 大   |      | オポジション                            | opposition                    | Opp     | 衝（しょう）     | 悪運               |

## 特定の天体のアスペクト
- 新月 - 太陽と月とのコンジャンクション
- 満月 - 太陽と月とのオポジション
- 半月 - 太陽と月とのスクエア
- コンバッション（combustion） - 太陽と内惑星（水星か金星）のコンジャンクション
- グレートコンジャンクション（英語版） - 木星と土星のコンジャンクション

## アスペクトの組み合わせ
- グランドトライン（grand trine） - トライン3つ（120度、120度、120度）。非常な幸運。
- ヨード、ヨッド（yod） - セクスタイルとクィンカンクス 2つ（60度、150度、150度）。非常な悪運。宿命。
- Tスクエア（T-square） - スクエア2つとオポジション（90度、90度、180度）。非常な悪運。
- グランドクロス（grand cross） - スクエア4つ（90度×4）。2つのオポジションも形成される。非常な悪運。破局。
- グランドセクスタイル（grand sextile） - セクスタイル6つ（60度×6）。6つのトラインも形成される。非常な幸運。
- 調停（reconcile） - セクスタイル、トライン、オポジション、またはスクエアとトラインで形成される。一般的にはハードアスペクトであるオポジションの凶意をソフトアスペクトであるトラインやセクスタイルが緩和すると考えられている。しかし、トランジットやプログレス天体がソフトアスペクトとして加わることで形成される場合、オポジションやスクエアの凶意を刺激すると言う説もある。（西洋占星術のグループ・アスペクト参照。）[1]

- 惑星直列 - 多くの惑星がコンジャンクションとオポジションをなすこと。

上記のような複数の惑星ないしASCやMCが特徴的な図形を構成するグループアスペクトの概念を緩くした、複合アスペクトの概念が存在する。例えば、3つの惑星A, B, CがあるときにAとB、BとC、そしてCとAの間にそれぞれアスペクトが存在するとき、3つの惑星A, B, Cが複合アスペクトを構成するという。そして複合アスペクトから吉凶象意を読みとって行く技法がある。日本では植田訓央が複合アスペクトを重要視したホロスコープの読解を行っていた。植田の技法はハードアスペクトによる複合アスペクトを中心にしていたが、その弟子の秋月瞳は、ソフトなアスペクトを加えた複合アスペクトを使用している。
ただし、実際のホロスコープ解読の場面で複合アスペクトを考えない占星術師はほとんど存在しないと考えられる。なぜなら実際のホロスコープには、ほとんどの場合、複合アスペクトが形成されているからである。そのため、実占では複合アスペクトに対する効果的な解読手順が必要とされている。